# Rhodium(III)-iodid
Rhodium(III)-iodid ist eine anorganische chemische Verbindung des Rhodiums aus der Gruppe der Iodide. Es wird beispielsweise im Monsanto-Prozess als Katalysator eingesetzt.

## Gewinnung und Darstellung
Rhodium(III)-iodid kann durch Reaktion einer wässrigen Lösung von Kaliumhexachlororhodat(III) K3RhCl6 mit einer konzentrierten Kaliumiodid-Lösung gewonnen werden.
{\displaystyle \mathrm {2\ K_{3}[RhCl_{6}]+6\ KI\longrightarrow 2\ RhI_{3}\downarrow +\ 12\ KCl} }

## Eigenschaften
Rhodium(III)-iodid ist ein hygroskopischer schwarzer geruchloser Feststoff, der unlöslich in Wasser ist. Er ist unlöslich in Säuren und organischen Lösungsmitteln und besitzt eine monokline Kristallstruktur mit der Raumgruppe C2/m (Raumgruppen-Nr. 12) und den Gitterparametern a = 677 pm, b = 1172 pm, c = 683 pm und β = 109,3°. Diese entspricht der von Yttrium(III)-chlorid.